# Pablo Osvaldo Valle
Pablo Osvaldo Valle (Buenos Aires, Argentina; 10 de mayo de 1905 - Ibídem; 24 de enero de 1992) fue un  mítico locutor, director radial, compositor, dactilógrafo y pionero radiofónico argentino de larga trayectoria.

## Carrera
Condujo en 1935 por Radio Belgrano el ciclo El carnet de un humorista, un programa de relatos, poemas y scketch, con guiones de Carlos Schaefer Gallo (1889-1966).
En 1930 trabajó como locutor en el programa Chispazos de tradición, auspiciado por los cigarrillos Condal. En él leía los avisos publicitarios leían junto con los demás locutores Hugo Zamora y Raúl Rosales, además regalaba un reloj de oro a los oyentes.
Era técnico y le entusiasmaba todo lo atinente al ramo y por consiguiente la radiofonía para la cual fabricaba los aparatitos a galena cuando esa industria estaba en pañales.
Considerado como el “Rey de los locutores“ de la década del 30, fue entre otras cosas director artístico de varias emisoras de la época como Radio Belgrano  al que Rosita Quiroga le solía cebar mates, El Mundo (Desde 1935 hasta 1943), América, Callao, Splendid, entre otras. En Radio Cultura (hoy es Radio Mitre) tuvo un destacado labor junto a su colega Samuel Yankelevich, maestro de programas populares. En 1924 funda junto a Manuel Penella,  Nacional en la estación Flores (transmitiendo desde una casa de la calle Boyacá), donde trabajó también como locutor. Por 1927 la emisora pasa a manos de Yankelevich y él queda, por espacio de ocho años, como director artístico creando la "Primera Cadena Argentina de Broadcastings". En 1943 funda la organización artística O.R.A. por El Mundo.
Fue el primero en canjear publicidad (avisos) por productos envasados o servicios diversos en 1924. También fue el primero en hacer un radioteatro. Contrató a los actores Pablo Racioppi y Eva Duarte en 1942 y los integra a la "Compañía Candilejas", presentando primer radioteatro argentino titulado El aullido del lobo por Radio El Mundo, y posteriormente Infortunio.
Por 1925 llevó un par de veces al dúo Carlos Gardel- José Razzano, a cuyos componentes conoció por ese entonces, a cantar a la L.O.Y. de Flores, abonándoles $ 500,00 por audición, y años más tarde cuando la radio era un hecho, contrató a Gardel a $ 700,00 por seis canciones en cada presentación.
Al inaugurarse en 1935 Radio El Mundo, Valle, le propuso al músico Eduardo Ferri, que formara un conjunto de voces femeninas para actuar como coro de los cantantes solistas del elenco de la radio y además como número artístico, formándose así el Cuarteto Vocal Femenino Ferri, integrado por Mary Mater (María de la Fuente), María Angélica Quiroga, Lita Bianco y Margarita Solá.
Fue entre otras curiosidades el responsable de darle el nombre artístico del reconocido cantor y actor Alberto Castillo, cuyo verdadero nombre era Alberto Salvador De Lucca. Lo mismo hizo con el cantor Roberto Quiroga en 1940.
En televisión condujo algunos ciclos como el de deportes en que se aseguró un espacio los domingos para transmitir el campeonato nacional de fútbol en la suma de § 60.000 mensuales. Una cifra impresionante para el momento.
En la cinematografía argentina tuvo dos incursiones durante la época de oro del cine con los filmes Ídolos de la radio en 1934 protagonizada por Ada Falcón, Olinda Bozán, Ignacio Corsini y Tito Lusiardo; y en 1972 con El canto cuenta su historia con Leda Valladares, Hugo del Carril, Rosita Quiroga y Julio de Caro, entre otros.
Como compositor hizo el vals Promesas quien, con música de Edie Kay, estrenará Carlos Gardel en 1933 con el sello Odeón. También compuso los tangos Amor filial y El fantasma de la Boca.
Según relatos llegó a tener en su momento tuvo varias peleas con la famosa actriz y comediante Niní Marshall, a quien consideraba en sus inicios por Radio El Mundo como una actriz poco conocida y sin derechos a escribir libretos por su condición de mujer.
Pablo Osvaldo Valle murió el viernes 24 de enero de 1992 a los 87 años por causas naturales.